# پل دلکروا
پل دلکروا (انگلیسی: Paul Delecroix؛ زادهٔ ۱۴ اکتبر ۱۹۸۸) بازیکن فوتبال اهل فرانسه است.
از باشگاه‌هایی که در آن بازی کرده‌است می‌توان به باشگاه ورزشی آمیان اشاره کرد.